# Брезє (Ново Место)
Брезє (словен. Brezje) — поселення в общині Ново Место, регіон Південно-Східна Словенія, Словенія. Висота над рівнем моря: 215 м.